# Maimbeville
Maimbeville é uma comuna francesa na região administrativa de Altos da França, no departamento de Oise. Estende-se por uma área de 5,75 km². Em 2010 a comuna tinha 416 habitantes (densidade: 72,3 hab./km²).